# Andreas Willi
Andreas Willi (* 1972 in Altstätten) ist ein britischer Indogermanist schweizerischer Herkunft.
Andreas Willi studierte Klassische Philologie, Slavistik und Vergleichende Sprachwissenschaft an den Universitäten zu Basel, Lausanne, Fribourg und Ann Arbor. Von 1998 bis 2001 hielt er sich als Charles Oldham Graduate Scholar an der University of Oxford auf, wo er auch promoviert wurde. Anschließend arbeitete er als Oberassistent für Klassische Philologie an der Universität Basel und am Istituto Svizzero di Roma, bis er 2005 als Diebold Professor of Comparative Philology an die University of Oxford zurückkehrte.
2020 wurde Willi in die British Academy gewählt.
Willis Forschungsschwerpunkte sind Soziolinguistik und Dialektologie der antiken Sprachen des Mittelmeerraumes und vergleichende Etymologie des Lateinischen, Griechischen und Indogermanischen. Er verfasste zahlreiche Aufsätze und Rezensionen sowie die Monografien The Languages of Aristophanes: Aspects of Linguistic Variation in Classical Attic Greek (Oxford 2003, Paperback 2007) und Sikelismos: Sprache, Literatur und Gesellschaft im griechischen Sizilien (8.–5. Jh. v. Chr.) (Basel 2008).